# Eneborg
Eneborg är en stadsdel något sydost om Helsingborgs centrum, belägen på landborgen öster om stadsdelen Söder. Den 31 december 2020 hade statistikområdet Eneborg 4 405 invånare.

## Stadsbild
Stadsdelen har en relativt central placering, men är ändå något avskiljd från Helsingborgs stadskärna och stadsdelen Söder genom landborgsbranten, som dock är något flackare i denna del av staden. Landborgens topografi gör däremot att stadsdelen höjer sig över bebyggelsen nedanför, vilket öppnar upp för utsikter mot Öresund. Gatunätet består till största delen av ett rutnätsmönster, vilket dock bryts av genom Gasverksgatan i söder och Wieselgrensgatan samt Malmögatan i norr. Genom Eneborg löper Södra Stenbocksgatan, som är stadsdelens huvudgata och en av de mest trafikerade vägarna i Helsingborg. Stadsdelen avgränsas i norr mot Olympia av Nya kyrkogården, norr om Wieselgrensgatan samt Skånegatan. I söder löper Tranemansgatan, som även utgör den statistiska gränsen till stadsdelen Högaborg i söder. Liksom Högaborg gränsar Eneborg i öster mot Wilson Park, avgränsat av Viskanstråket.

### Bebyggelse
Bostadsbebyggelsen i stadsdelen består uteslutande av flerbostadshus från 1900-talets första hälft. Byggnadsmaterialen präglas av Helsingborgs historia som stenstad och byggnaderna har antingen tegelfasader eller putsade sådana. Denna period såg en övergång i arkitektur- och stadsbyggnadsidealen från nystilar och 1920-talsklassicism till funktionalism, vilket även kan avläsas i stadsbilden. Senare har dock vissa ifyllnadsbyggen renderat en del nyare byggnader. De äldsta byggnaderna kan hittas i stadsdelen nordvästra del, mot Wieselgrensgatan, och består av arkitektur typisk för perioden närmast sekelskiftet 1900, bland annat byggnader i olika historicerande stilar samt jugend. Längs Gasverksgatan och Tranemansgatans västra del finns ett område med relativt enhetlig bebyggelse från den nyklassicistiska perioden på 1920-talet. Kvarteren Ollonborren och Skalbaggen, norr respektive söder om Gasverksgatan, utgörs av för perioden karakteristiska storgårdskvarter med sparsamt utsmyckade byggnader i mörkbrunt tegel, ofta från Helsingborgs Ångtegelbruk. Liknande utformning har bebyggelsen längs Tranemansgatan.
Längre in i stadsdelen börjar den funktionalistiska bebyggelsen göra sig påmind, dels genom gathus, anpassade efter den äldre kvartersindelningen, men även genom fristående lamellhusbebyggelse. De funktionalistiska husen var oftast ljusare än husen från 1920-talet, med putsade fasader i vitt, gult, ljusgrått eller rosa. Dock förekom även funkishus med tegelfasader, då ofta gult tegel. Öster om Södra Stenbocksgatan blir den funktionalistiska bebyggelsen mycket mer renodlad och består nästan uteslutande av fristående hus i tre till fyra våningar, ställda parallellt mot varann i nord-sydlig riktning med öppna och gröna innergårdar. Norr om Malmögatan finns dock ett område med lamellhus som är lite mer disponerade i nordvästlig-sydostlig riktning. Vid dessa finns också Sankt Clemens katolska kyrka, som är en av de få byggnaderna i området som inte utgörs av bostadsbebyggelse. Kyrkan är uppförd i 1920-talsklassicism i mörkbrunt tegel.

### Grönområden och öppna platser

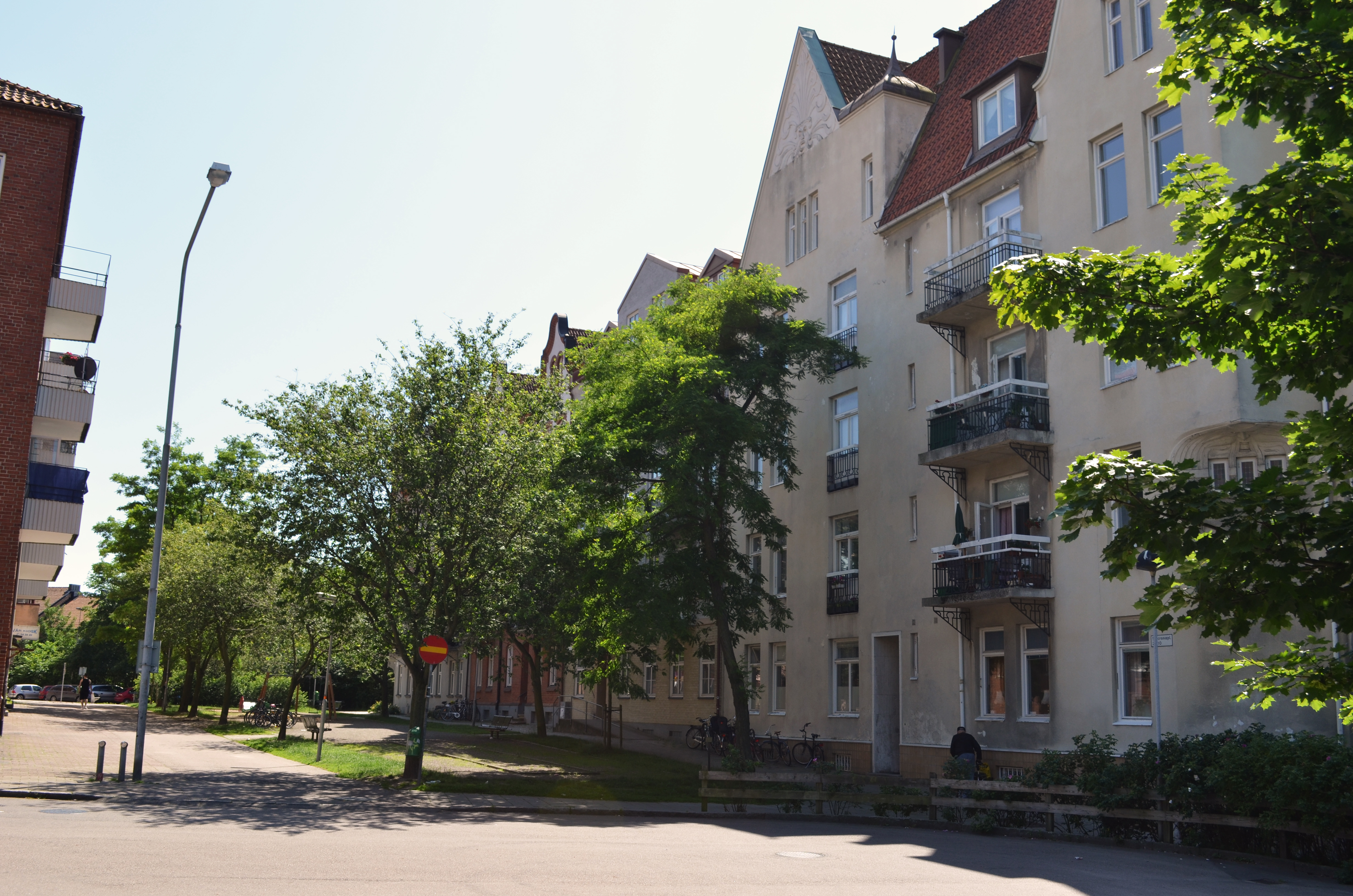
Siöcronaplatsen.

Eneborg har väldigt få grönområden inom själva bebyggelsen, men omges däremot av sådana, till viss del genom Nya kyrkogården, norr om Wieselgrensgatan, men i synnerhet genom Viskängsstråket, som löper längs stadsdelens östra sida. Stråket består av ett flertal mindre parker, där den största är Viskängen, vilken erbjuder stora gräsytor med plats för rekreation, till exempel genom fotbollsplaner. Ängen är även en populär plats för solbadare under sommarhalvåret. Inom stadsdelen är den mest markanta öppna platsen Eneborgsplatsen, belägen centralt i stadsdelen, strax öster om Södra Stenbocksgatan. Platsen består till största delen av plantering, men är mer stenlagd åt väster, där man även kan finna en fontän. I platsens nordvästra hörn står ett gatukök. En annan mindre plats är Buntmakareplatsen, som utgörs av en del av kvarteret Flugan som förblev obebyggd och som 1946 istället beslutades göras om till en mindre park med bland annat lekplats. Längst i väster finns Siöcronaplatsen utsträckt på en yta motsvarande en gatusträckning, men som istället består av plantering och även här en lekplats.

## Historia

Daniel Björkegren och Carl Egerströms karta över Helsingborgs stads inägor från 1787 och 1788. Eneborgs gård är utmarkerad med tomtnummer 232.

Under medeltiden låg stadsdelens område strax utanför den bebyggda staden och utgjordes till största delen av odlingsmark, ägd av danska kungen som så kallad "kungalev". Staden ägde dock nyttjanderätt till marken och använde den som åkermark. De obrukbara markområdena användes som fälad för stadens boskap. Under 1500- och 1600-talet tilldelades dessa marker till städerna som så kallad donationsjord. En fäladskarta från 1782 visar att markerna vid den nuvarande stadsdelen var uppdelad i flera olika funktioner. De nordligaste delarna utgjordes av Slottsvångens södra del, som i sin tur var indelad i markerna Viskängen längst i öster, Hörlingeängen i mitten och Backajorden i väster. Söder om Slottsvången löpte Östra fäladsmarken in som en kil i området och i nuvarande stadsdelens mitt låg Tranemansåkerlyckan. Längs dennas sydvästra sida löpte en landsväg mot Jordbodalen och mellan denna och landborgsbranten låg Södre vång. Även denna var indelad i mindre markstycken, bland annat Bjärelyckan, Meisnerska jorden och Långåkern.

### Eneborgs gård

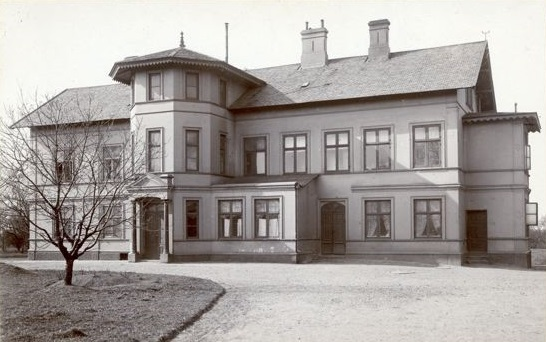
Huvudbyggnaden vid Eneborgs landeri.

På fäladskartan kan man även se att det vid landsvägen låg en gård, placerad på landborgens kant, mellan Backajorden och Tranemansåkerlyckan. Denna uppfördes troligen runt 1780 och benämndes då Backagården. Gården ägdes senare under 1700-talet av kyrkoinspektorn Andreas Johan Ehndom, som förmodligen är den som gav gården, eller landeriet, namnet Eneborg. På Skånska rekognosceringskartan från 1810-talet ses gården bära detta namn. Till en början utgjordes denna endast av en enkel envåningsbyggnad med halmtak, men efter hand som att gården växte och allt fler jordad förvärvades uppförde år 1848 dess dåvarande ägare, Claus F. Clausen, en ny och mer representativ huvudbyggnad. Vid slutet av 1800-talet ägdes gården av riksdagsmannen överste Aron Siöcrona, men lantbruket var vid denna tid olönsamt. På 1880-talet sålde Siöcrona därför de norra markerna till staden, som på markerna lade ut Nya kyrkogården, invigd 1885.

### Eneborg AB

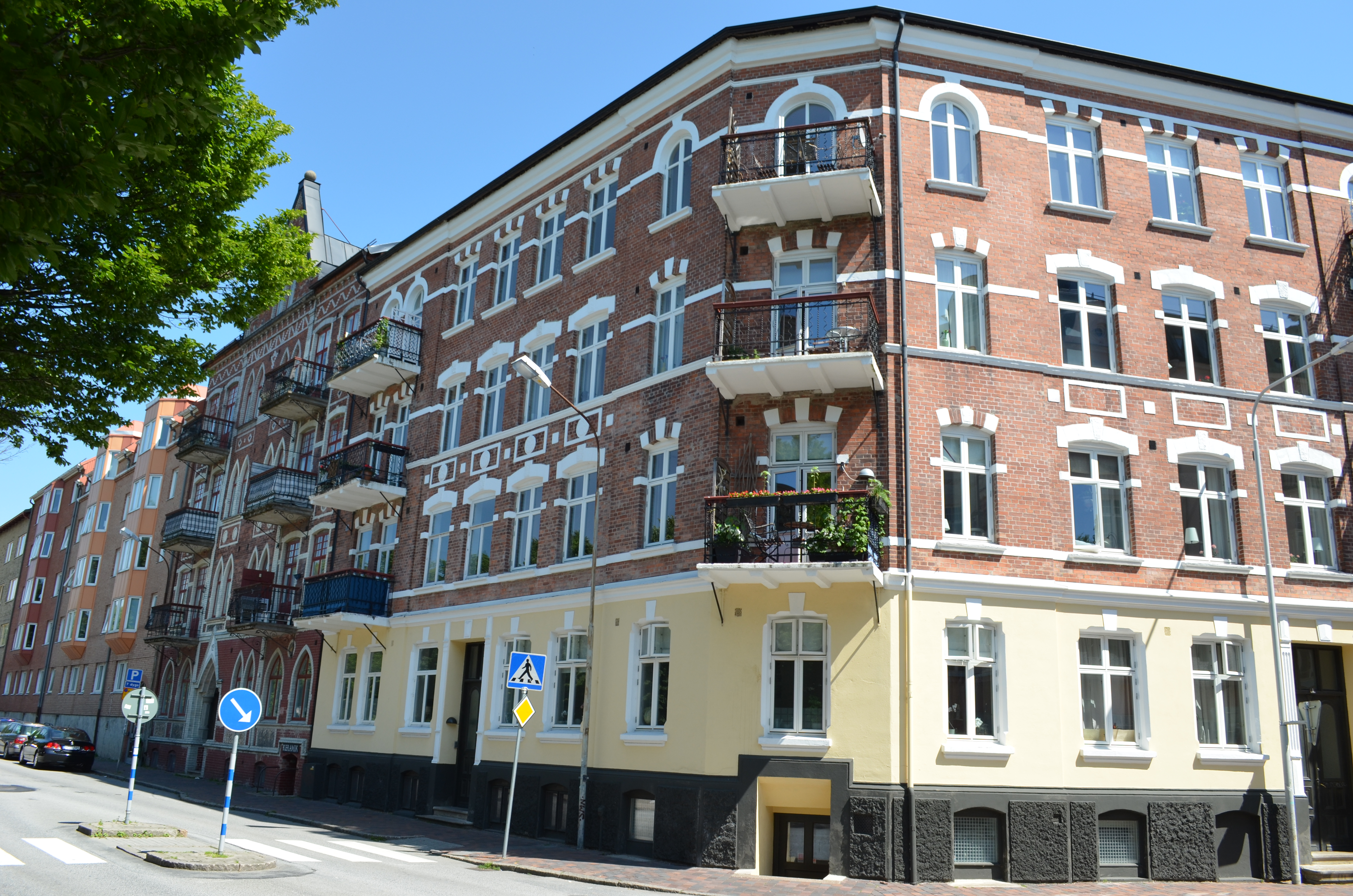
Delar av den första bebyggelsen längs Wieselgrensgatan.

Under 1800-talets andra hälft började Helsingborgs bebyggelse att expandera allt kraftigare. Mellan 1870-talet och sekelskiftet 1900 byggdes stadsdelen Söder kraftigt nedanför landborgen ut i väster. Aron Siöcrona hade vid mitten av 1890-talet sålt Eneborg till regementsauditör Nils Ljungman, som från 1895 började stycka upp delar åkermarken till tomter längs Nytorgsgatan och nuvarande Gustav Adolfs gata, då Östra Bredgatan. I anknytning till tomterna uppläts i söder ett helt kvarter till en ny folkskola i området, nuvarande Gustav Adolfsskolan. För att gå vidare med exploateringen av markerna sökte Ljungman kontakt med ett flertal andra intressenter och tillsammans bildade man Eneborgs AB i juni 1901. Störste aktieägare var Severin Axelson, grosshandlare i Malmö, och i styrelsen satt, förutom Ljungman, bland annat den nu avlidne Aron Siöcronas son, Jan Siöcrona, och arkitekt Alfred Hellerström. Snart efter bildandet knöts även byggmästare Petter H. Jacobsson och arkitekt Harald Berglin till projektet.
Medan arbetet med företagsbildandet fortgick fick stadsingenjör Claes Corin år 1899 i uppdrag att upprätta en tomtindelningsplan för området. Planen bestod av en tidstypisk rutnätsplan bestående av 26 kvarter, varav åtta i närheten av landeriet skulle avsättas till villabebyggelse. Däremot hade stora villatomter av den typen visat sig svåra att sälja i det närliggande området Wilson Park, vilket gjorde att förslaget avslogs. Fram till att den nya planen presenterades av Corin år 1903 skedde därför all tomtbildning utan plan. Även den nya planen var en rutnätsplan, men tog till skillnad från den gamla hänsyn till existerande förhållanden i området. Till exempel gjordes den gamla landsvägen, då med namnet Fältarpsvägen, om till huvudgata under namnet Eneborgsavenyn, nu Gasverksgatan. Även en gammal nordlig vångaväg togs till vara i form av den nuvarande Wieselgrensgatan.
Företaget var ett högriskprojekt och man tog ett ansenligt externt lån för att finansiera bygget. Man utnyttjade Jacobssons kontakter inom ett flertal folkrörelser för att värva byggherrar från bland annat arbetar- och nykterhetsrörelserna. Avtal tecknades med Försäkrings AB Skandia, där brandförsäkringarna övervärderades, vilket ökade fastigheternas värde. Detta ledde till omfattande fastighetsspekulation och mellan 1903 och 1907 uppfördes hela 92 fastigheter i stadsdelen. Genom att man höll nere gårdsbebyggelsen, tillsammans med att husen var gediget byggda med lägenheter av jämn standard, höll området relativt hög kvalitet jämfört med Söder. Däremot gjorde de höga fastighetsvärdena att flera av byggherrarna snart hade svårt att betala sina lån och husen återfördes därför till Eneborgs AB:s ägo. Detta gjorde att stadsdelen snart fick dåligt rykte och 1908 avstannade byggnationen helt. Befolkningen i de södra delarna började snart benämna området Högaborg, efter ett av de äldsta husen i området, för att skaka av sig Eneborgs AB:s dåliga rykte. I de mer välställda kvarteren vid kyrkogården i norr behöll området dock sitt namn.

### Vidare utbyggnad

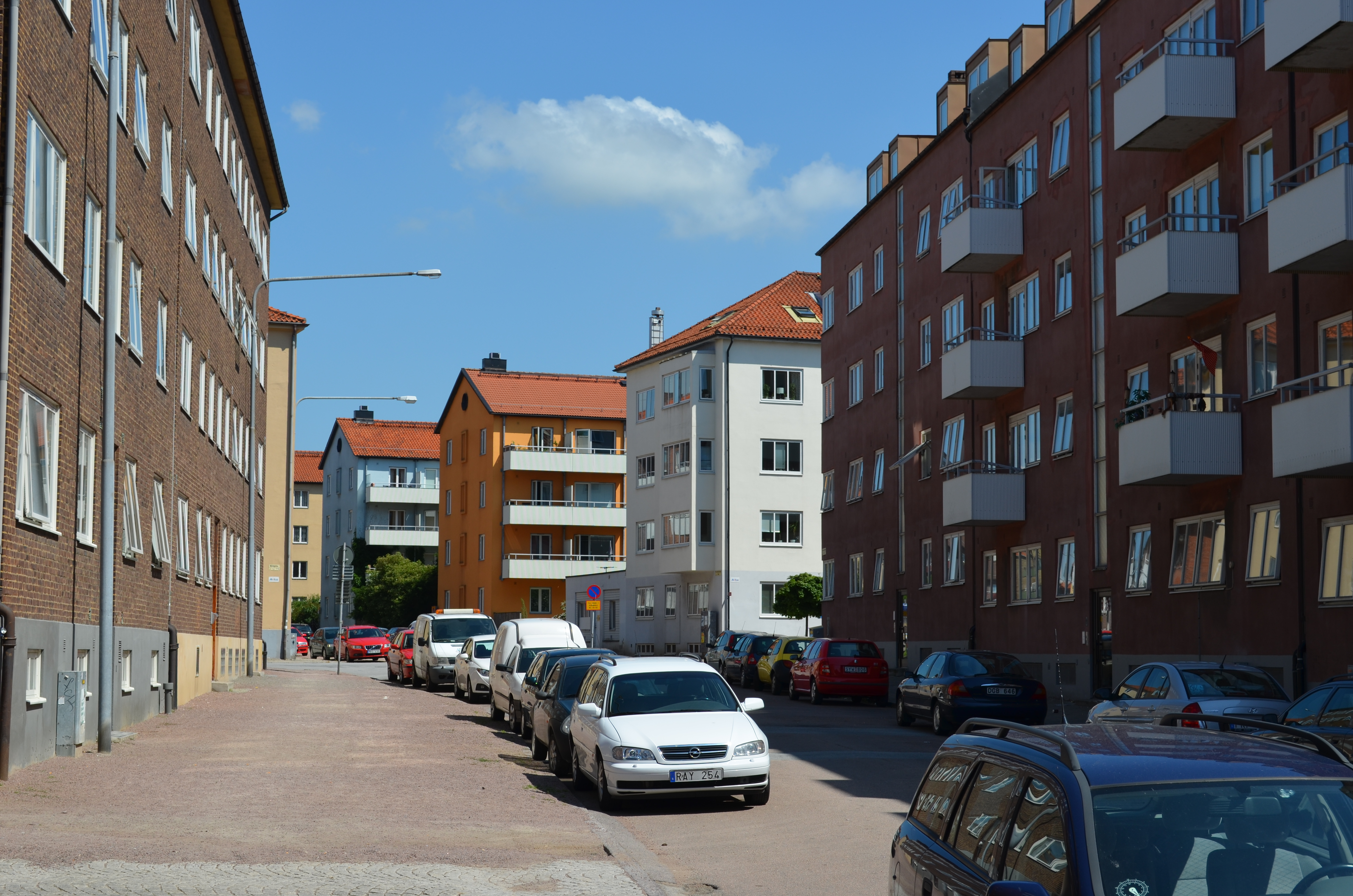
Övre Eneborgsvägen med funktionalistisk bebyggelse.

Byggnaderna i Eneborg var inte underlagda stadens planeringsprocess och behövde därför inga bygglov. Helsingborgs stad började därför år 1904 verka för att området skulle stadsplanebeläggas. År 1906 nåddes ett avtal mellan staden och Eneborg AB, där staden köpte upp gatumarken, medan bolaget bekostade nedläggning av vattenledningar. År 1911 upprättade stadsingenjör Sigfrid Ewald en stadsplan, fastställd 1912, som i stort följde de gamla kvartersindelningarna, då dessa redan var utbyggda. I denna plan tillkom många av de platser som ännu finns kvar i stadsdelen: Eneborgsplatsen och Siöcronaplatsen.
Den fortsatta utbyggnaden i området utfördes dels av staden och dels av företag som uppförde bostäder åt sina anställda. Till exempel uppförde Helsingborgs Varfs AB 1920–21 tre bostadshus längs Wieselgrensgatan, men byggandet låg fortfarande på en låg nivå. Från 1926 ökade dock byggaktiviteten igen och fortsatte in i 1930-talet. Till en början uppfördes husen enligt mönstret med slutna kvarter, men i takt med att stadsplaneidealen förändrades i och med funktionalismens intåg kom detta att förändras. År 1932 upprättade Ewald därför en ny plan bestående av mer öppna kvarter. Då utbyggnaden gjordes från väst till öst kan man följa hur bebyggelsen allt mer anpassats efter funktionalismens ideal. Vid Södra Stenbocksgatan behölls den gamla tomtindelningen och byggnaderna uppfördes individuellt, men i en genomgående så kallad byggmästarfunkis. Undantaget är kvarteret Malen, mellan Sadelmakargatan och Övre Eneborgsvägen, som redan 1938 hade fått en gulputsad lamellhusbebyggelse. Denna fick snart benämningen "Gula kliniken" i folkmun, dels efter dess färg och dels på grund av att flera av lägenheterna beboddes av sjuksköterskor. Kvarteren öster om Apotekaregatan fick genom en ny stadsplan från 1944 flera lamellhus, orienterade från norr till söder, uppförda mellan 1943 och 1953. Området var nu nästan helt utbyggt och vidare bebyggelse skedde i form av ifyllnadsbyggen på obebyggda tomter.
År 1957 revs landeriet Eneborgs gamla huvudbyggnad, som sedan landeriet upphört benämnts Villa Eneborg och på dess plats uppfördes ett större flerbostadshus. Ändå blev Eneborg i jämförelse med Högaborg relativt förskonat från några större saneringar.

## Befolkningsutveckling
| Befolkningsutvecklingen i Eneborg 2000–2020 | Befolkningsutvecklingen i Eneborg 2000–2020 | Befolkningsutvecklingen i Eneborg 2000–2020 | Befolkningsutvecklingen i Eneborg 2000–2020 | Befolkningsutvecklingen i Eneborg 2000–2020 |
| ------------------------------------------- | ------------------------------------------- | ------------------------------------------- | ------------------------------------------- | ------------------------------------------- |
|                                             |                                             |                                             |                                             |                                             |
| År                                          |                                             |                                             | Folkmängd                                   |                                             |
| 2000                                        | 2000                                        |                                             | 3 787                                       |                                             |
| 2001                                        | 2001                                        |                                             | 3 757                                       |                                             |
| 2002                                        | 2002                                        |                                             | 3 800                                       |                                             |
| 2003                                        | 2003                                        |                                             | 3 787                                       |                                             |
| 2004                                        | 2004                                        |                                             | 3 809                                       |                                             |
| 2005                                        | 2005                                        |                                             | 3 816                                       |                                             |
| 2006                                        | 2006                                        |                                             | 3 859                                       |                                             |
| 2007                                        | 2007                                        |                                             | 3 831                                       |                                             |
| 2008                                        | 2008                                        |                                             | 3 815                                       |                                             |
| 2009                                        | 2009                                        |                                             | 3 895                                       |                                             |
| 2010                                        | 2010                                        |                                             | 3 871                                       |                                             |
| 2011                                        | 2011                                        |                                             | 3 911                                       |                                             |
| 2012                                        | 2012                                        |                                             | 4 000                                       |                                             |
| 2013                                        | 2013                                        |                                             | 3 956                                       |                                             |
| 2014                                        | 2014                                        |                                             | 4 042                                       |                                             |
| 2015                                        | 2015                                        |                                             | 4 150                                       |                                             |
| 2016                                        | 2016                                        |                                             | 4 150                                       |                                             |
| 2017                                        | 2017                                        |                                             | 4 290                                       |                                             |
| 2018                                        | 2018                                        |                                             | 4 376                                       |                                             |
| 2019                                        | 2019                                        |                                             | 4 377                                       |                                             |
| 2020                                        | 2020                                        |                                             | 4 405                                       |                                             |

## Demografi

### Befolkningssammansättning
Statistikområdet Eneborg hade 4 405 invånare den 31 december 2020, vilket utgjorde 3,9 % av befolkningen i hela Helsingborgs tätort (här alla statistikområden i Helsingborgs kommuns innerområde, motsvarande Helsingborgs tätort inklusive vissa närliggande småorter). Medelåldern var vid samma tid 36,7 år, vilket var lägre än medelåldern för resterande Helsingborg på 40,7 år och den fjärde lägsta medelåldern i staden. Den avsevärt största andelen invånare i stadsdelen var i åldern 20 till 39 år med mer än en fjärdedel som var mellan 20 och 29 år (27,9 %) och nästan en femtedel som var mellan 30 och 39 år (19,6 %). Eneborg var också den stadsdel i Helsingborg som hade högst andel av både dessa grupper. Resterande åldersgrupper var följaktligen underrepresenterade och Eneborg hade istället den minsta andelen invånare i åldern 50 till 59 år samt näst minst andel invånare i åldern 70 till 79 år i staden.
Andelen personer med utländsk bakgrund, alltså personer som antingen är födda utanför Sverige eller har föräldrar som båda är födda utanför Sverige, var inom statistikområdet 45,4 %, vilket var högre än andelen för övriga Helsingborg med 30,3 %. Av de invånare som var födda utanför Sverige hade Eneborg en något lägre andel personer födda i Norden samt övriga Europa och en någon högre andel födda utanför Europa än genomsnittet för staden.
| Åldersfördelning (2020) |        |  |  |  |
| Åldersgrupp             | Andel  |  |  |  |
| 0–9                     | 10,0 % |  |  |  |
| 0–9                     | 11,5 % |  |  |  |
| 10–19                   | 6,5 %  |  |  |  |
| 10–19                   | 10,7 % |  |  |  |
| 20–29                   | 27,9 % |  |  |  |
| 20–29                   | 14,7 % |  |  |  |
| 30–39                   | 19,6 % |  |  |  |
| 30–39                   | 14,1 % |  |  |  |
| 40–49                   | 10,8 % |  |  |  |
| 40–49                   | 12,1 % |  |  |  |
| 50–59                   | 9,3 %  |  |  |  |
| 50–59                   | 12,5 % |  |  |  |
| 60–69                   | 8,1 %  |  |  |  |
| 60–69                   | 10,3 % |  |  |  |
| 70–79                   | 4,9 %  |  |  |  |
| 70–79                   | 8,8 %  |  |  |  |
| 80–                     | 2,8 %  |  |  |  |
| 80–                     | 5,1 %  |  |  |  |
|                         |        |  |  |  |
|                         |        |  |  |  |
| Medelålder              | 36,7   |  |  |  |
| Medelålder              | 40,7   |  |  |  |

| Utländsk bakgrund (2020)                |        |  |  |  |
|                                         |        |  |  |  |
| Andel                                   | 45,4 % |  |  |  |
| Andel                                   | 30,3 % |  |  |  |
| Födelseland (för födda utanför Sverige) |        |  |  |  |
| Region                                  | Andel  |  |  |  |
| Övriga Norden                           | 4,8 %  |  |  |  |
| Övriga Norden                           | 7,3 %  |  |  |  |
| Övriga Europa                           | 35,9 % |  |  |  |
| Övriga Europa                           | 37,8 % |  |  |  |
| Övriga Världen                          | 59,4 % |  |  |  |
| Övriga Världen                          | 54,8 % |  |  |  |

### Utbildning och inkomst
Befolkningen på Eneborg hade den 31 december 2020 en utbildningsnivå ungefär i nivå med Helsingborg som helhet. Andelen invånare mellan 20 och 64 år med endast förgymnasial utbildning låg endast något över genomsnittet för staden och andelen med eftergymnasial utbildning var bara något lägre än genomsnittet. Störst var andelen med 3-årig gymnasial utbildning, med 25,7 %. Medelinkomsten för statistikområdet uppgick 2020 till 318 200 kronor jämfört med 402 800 kronor för Helsingborg som helhet. Kvinnornas medelinkomst uppgick till 88,3 % av männens, vilket var avsevärt mindre skillnad än för hela Helsingborgs tätort där andelen uppgick till ungefär 80 %. Eneborg var den stadsdel i Helsingborg som hade minst inkomstskillnad mellan könen.
| Utbildningsnivå (2020) |        |  |  |  |
| Utbildning             | Andel  |  |  |  |
| Förgymnasial           | 15,1 % |  |  |  |
| Förgymnasial           | 13,2 % |  |  |  |
| Gymnasial (≤2 år)      | 15,2 % |  |  |  |
| Gymnasial (≤2 år)      | 16,8 % |  |  |  |
| Gymnasial (3 år)       | 25,7 % |  |  |  |
| Gymnasial (3 år)       | 25,8 % |  |  |  |
| Eftergymn. (<3 år)     | 16,4 % |  |  |  |
| Eftergymn. (<3 år)     | 16,8 % |  |  |  |
| Eftergymn. (≥3 år)     | 23,0 % |  |  |  |
| Eftergymn. (≥3 år)     | 24,4 % |  |  |  |
| Ingen uppgift          | 4,6 %  |  |  |  |
| Ingen uppgift          | 3,0 %  |  |  |  |

| Förvärvsinkomst (2020) |         |  |  |  |
| Kön                    | Inkomst |  |  |  |
| Kvinnor                | 296,8   |  |  |  |
| Kvinnor                | 356,9   |  |  |  |
| Män                    | 336,1   |  |  |  |
| Män                    | 446,6   |  |  |  |
| Samtliga               | 318,2   |  |  |  |
| Samtliga               | 402,8   |  |  |  |

### Sysselsättning och hälsa
Arbetslösheten för personer mellan 20 och 64 år uppgick år 2020 till totalt 15,1 %, vilket är högre än genomsnittet för Helsingborg. Arbetslösheten för kvinnor var lägre än den för män. Den öppna arbetslösheten uppgick 2020 till 7,5 %. Andelen förvärvsarbetande uppgick 2019 till totalt 66,4 %. Av de förvärvsarbetande i stadsdelen pendlade 1 953 personer till arbeten utanför stadsdelen, medan 152 personer pendlade in till arbeten inom stadsdelen från boende utanför Eneborg.
Det genomsnittliga antalet utbetalda dagar med sjukpenning, arbetsskadesjukpenning, rehabiliteringspenning, sjukersättning och aktivitetsersättning från socialförsäkringen för stadsdelen uppgick år 2020 till 22 dagar, vilket är något lägre än de 23 dagar för Helsingborg som helhet. Ohälsotalet var större för kvinnorna än för männen, men jämfört med genomsnittet för respektive kön för hela Helsingborg hade kvinnorna på Eneborg lägre ohälsotal, medan männens var något högre.
| Arbetslöshet (2020) |        |  |  |  |
| Kön                 | Andel  |  |  |  |
| Kvinnor             | 13,5 % |  |  |  |
| Kvinnor             | 9,8 %  |  |  |  |
| Män                 | 16,4 % |  |  |  |
| Män                 | 10,2 % |  |  |  |
| Samtliga            | 15,1 % |  |  |  |
| Samtliga            | 11,1 % |  |  |  |

| Ohälsotal (2020) |       |  |  |  |
| Kön              | Dagar |  |  |  |
| Kvinnor          | 24    |  |  |  |
| Kvinnor          | 27    |  |  |  |
| Män              | 20    |  |  |  |
| Män              | 19    |  |  |  |
| Samtliga         | 22    |  |  |  |
| Samtliga         | 23    |  |  |  |